# 町田市立陸上競技場
町田市立陸上競技場是位於日本東京町田市的多用途體育場，又名野津田體育場，可容納15,489人，主要用於足球比賽，偶爾也舉辦橄欖球和田徑賽事。町田市立陸上競技場是町田市在市制施行30周年紀念活動中計劃建設三大運動設施之一，於1990年10月7日開放，設有400米8條跑道的全天候跑道和天然草坪的足球場，曾經在2012年和2021年進行過改建工程，並由日本體育設施株式會社和町田市體育協會共同管理。除了作為町田澤維亞足球會的主場外，也有機會舉辦橫濱佳能鷹橄欖球隊的比賽。
自2020年1月1日起，Gion有限公司獲得命名權，球場冠名為「町田GION體育場」（町田ギオンスタジアム）。

## 圖集

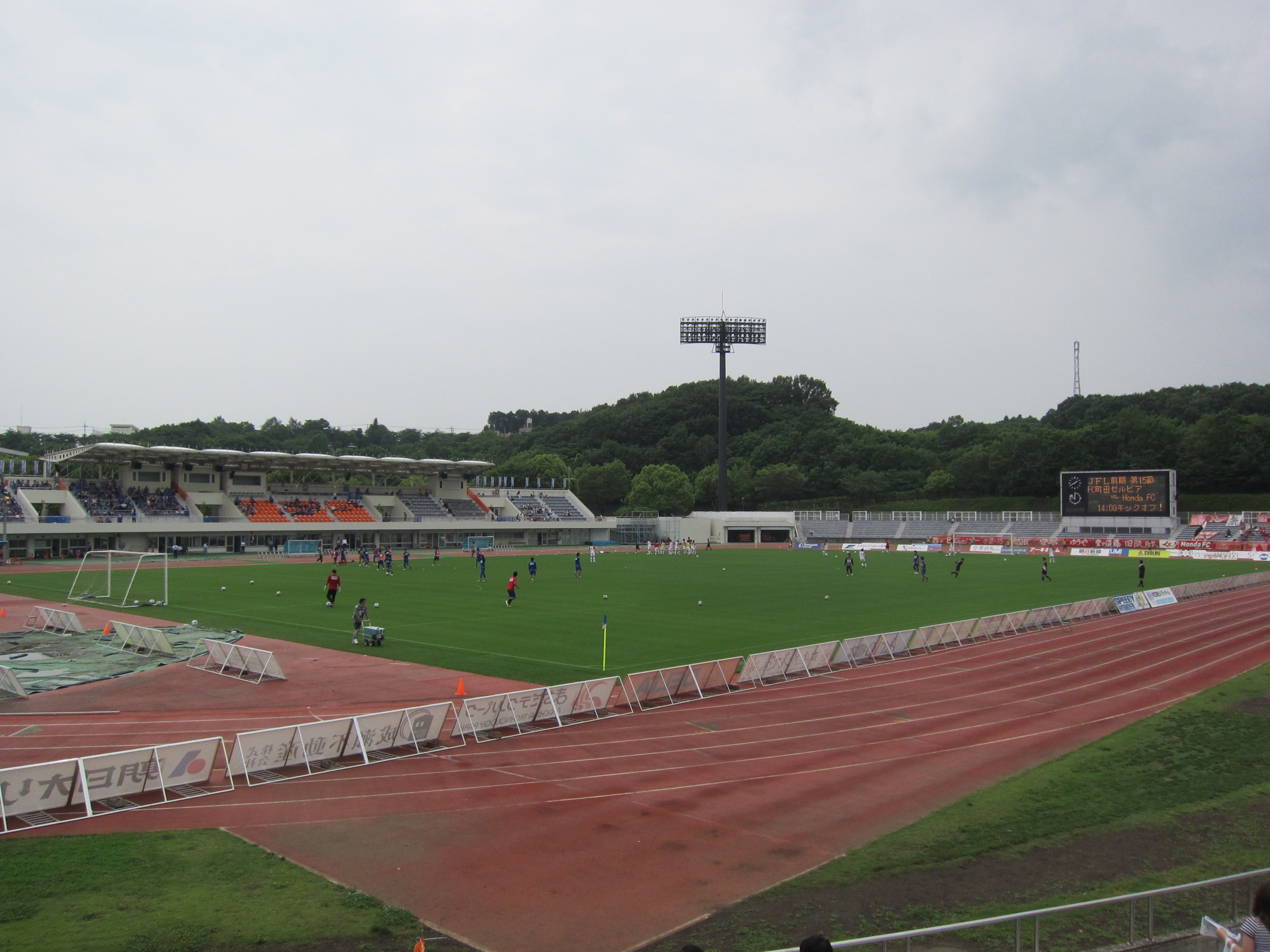
主看臺（翻新前）
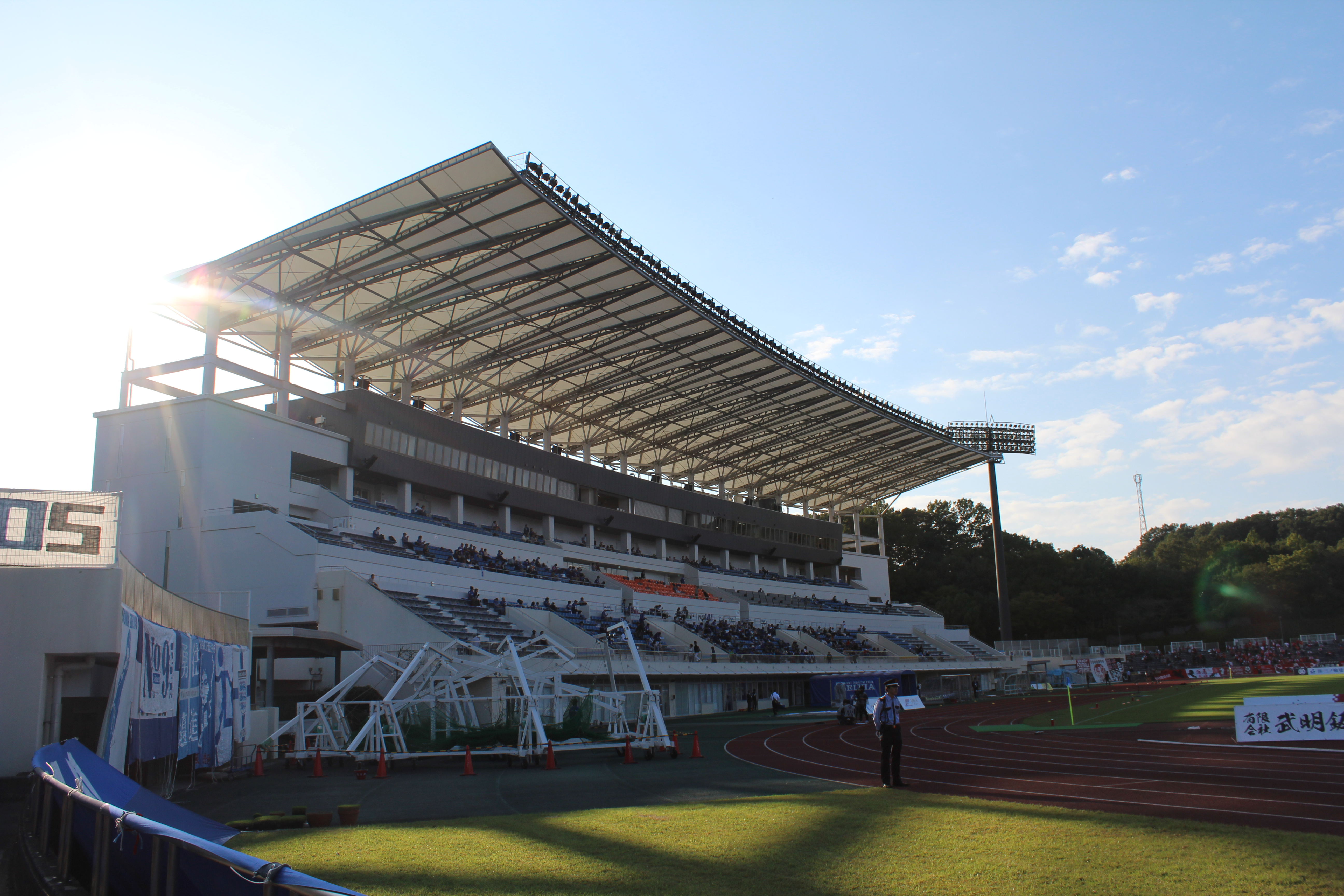
主看臺（翻新後）
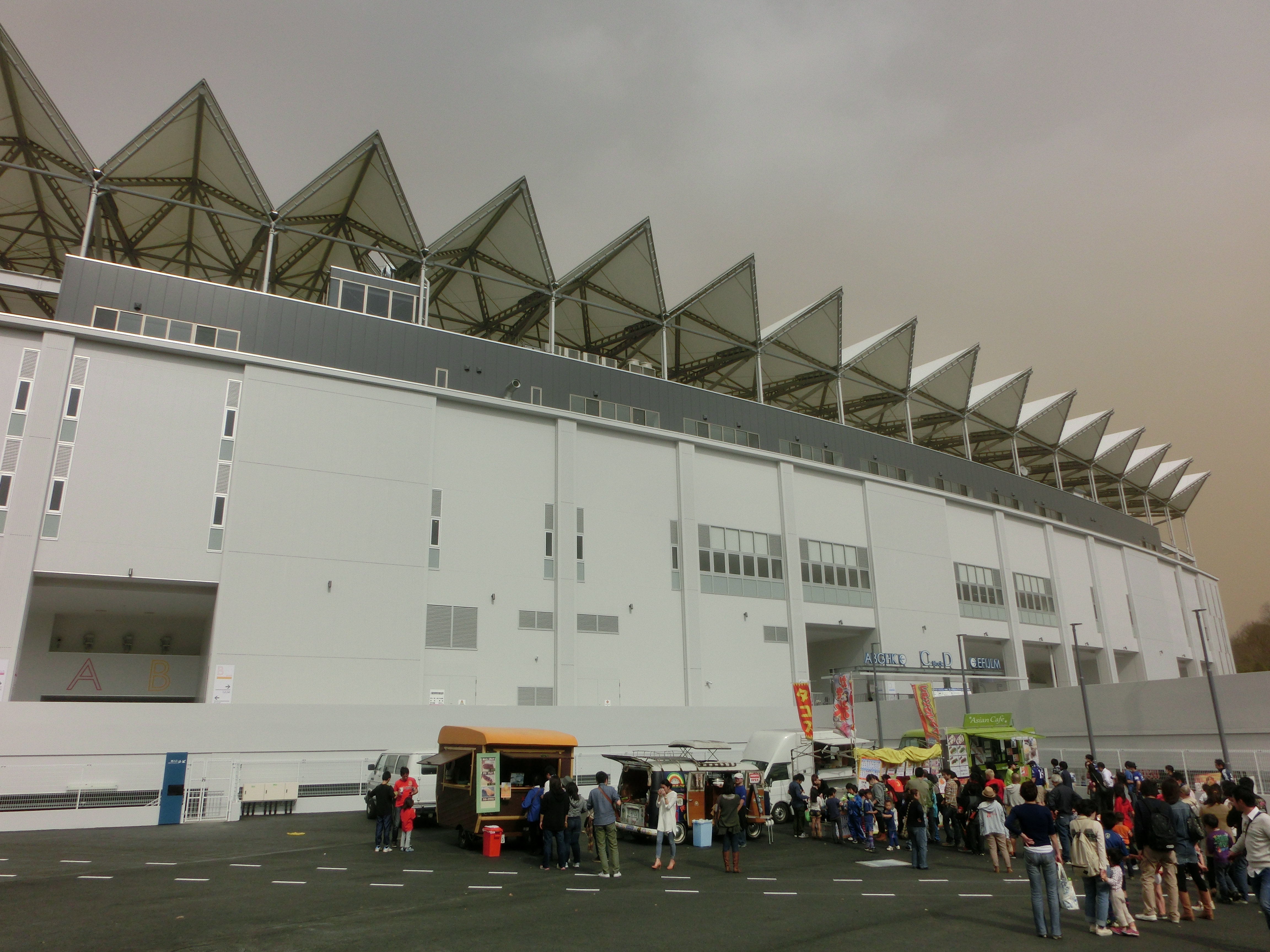
主看臺外觀（翻新後）
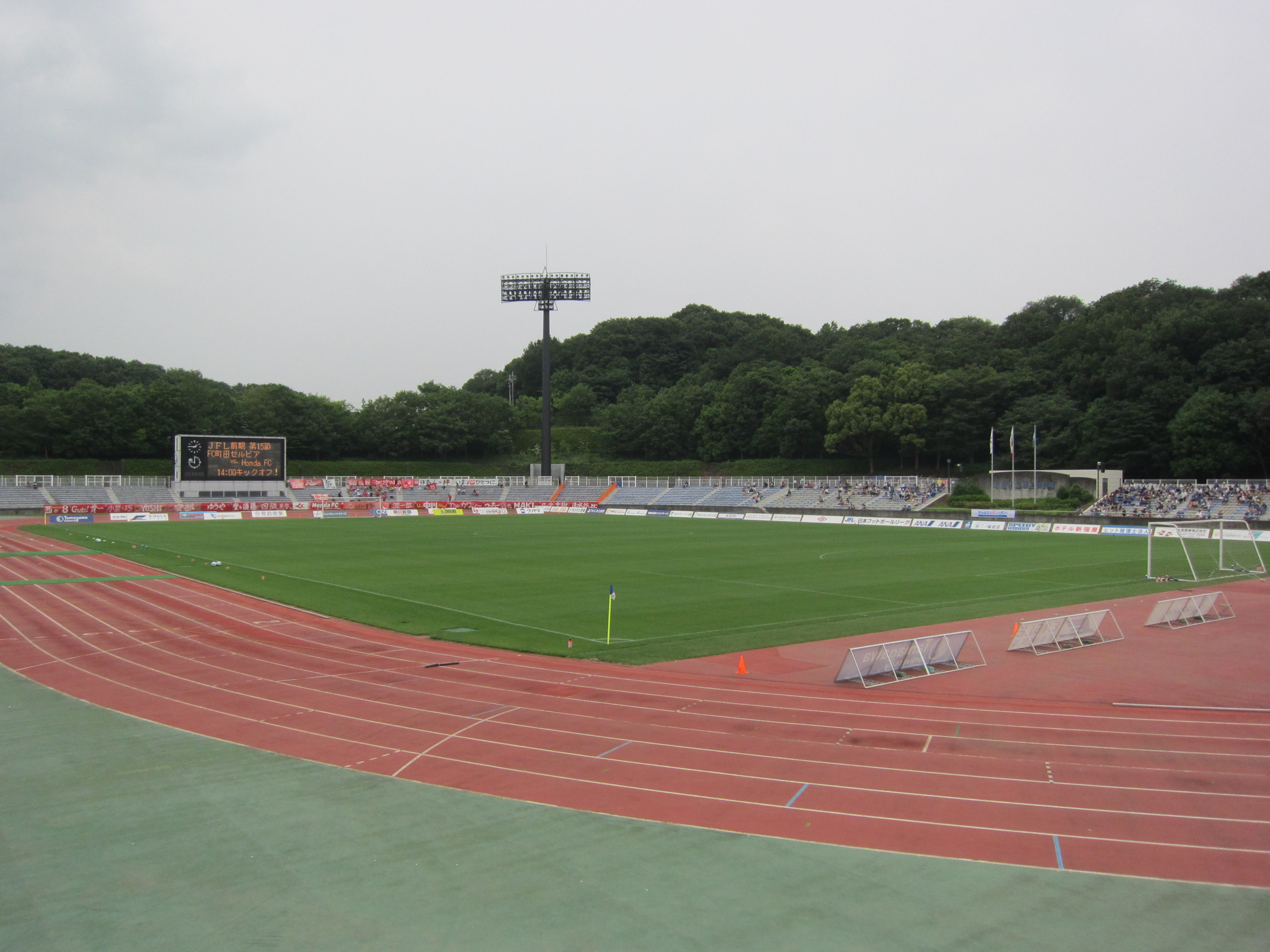
球場
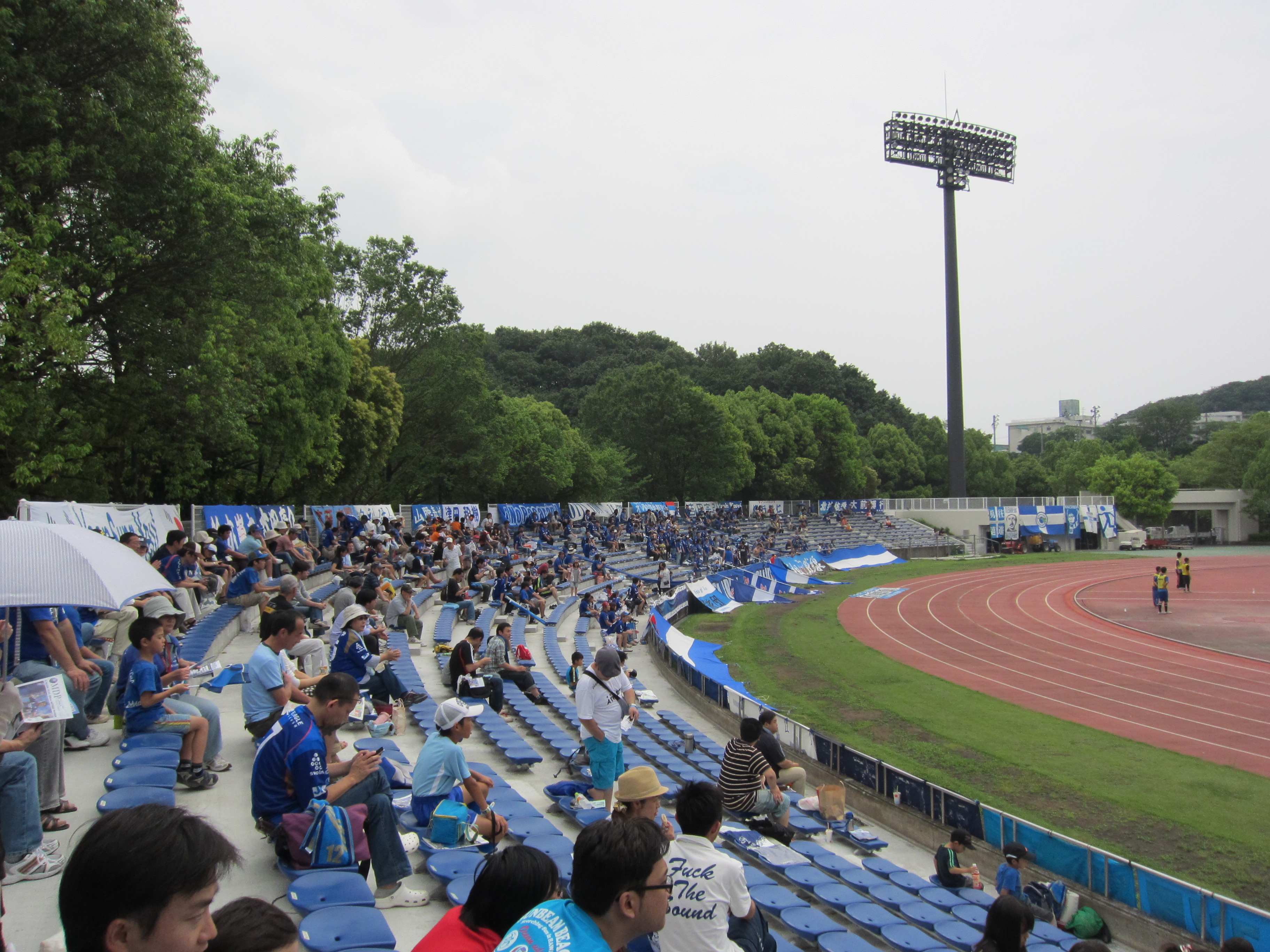
球門後
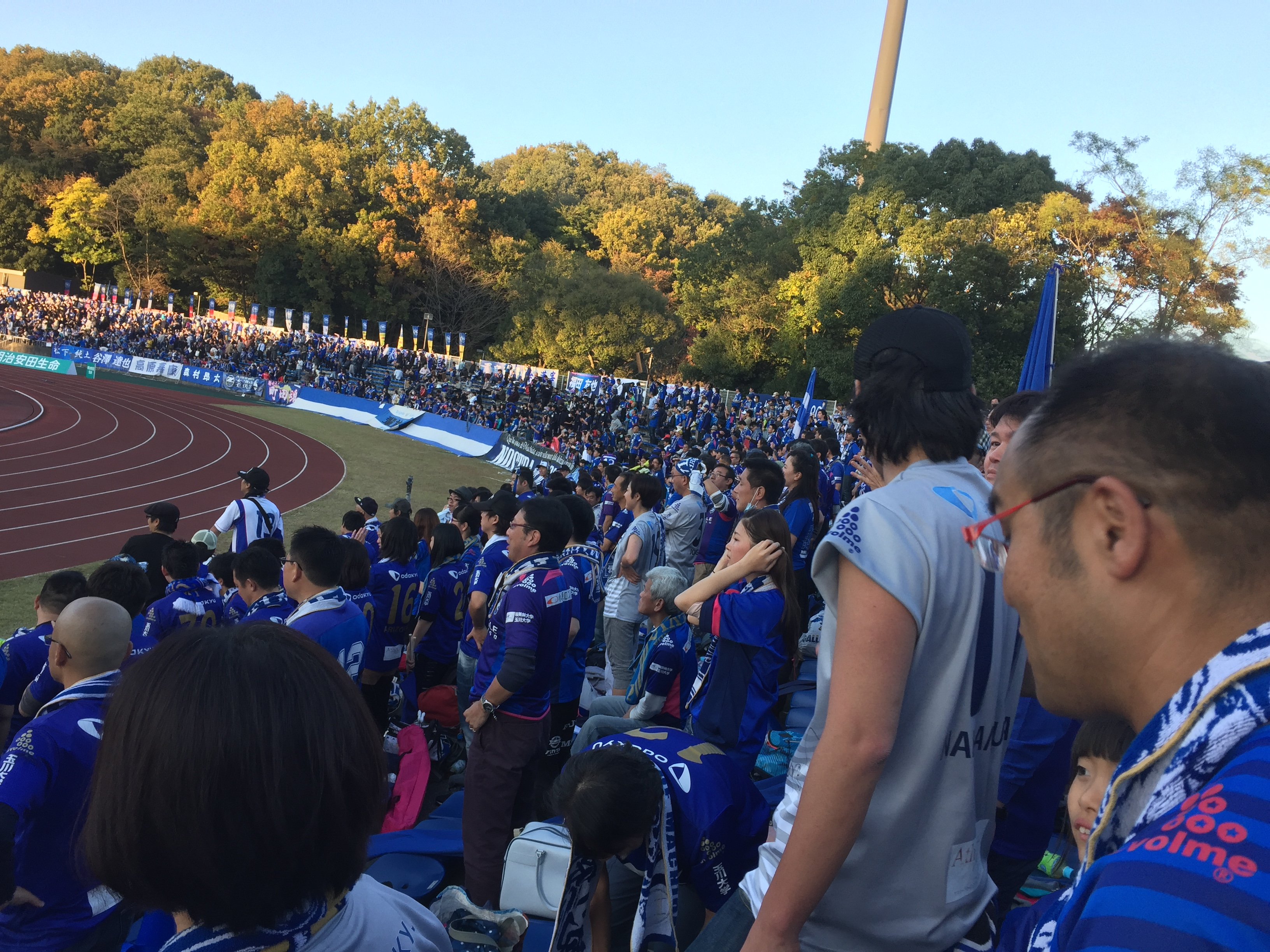
球門後（2016年）
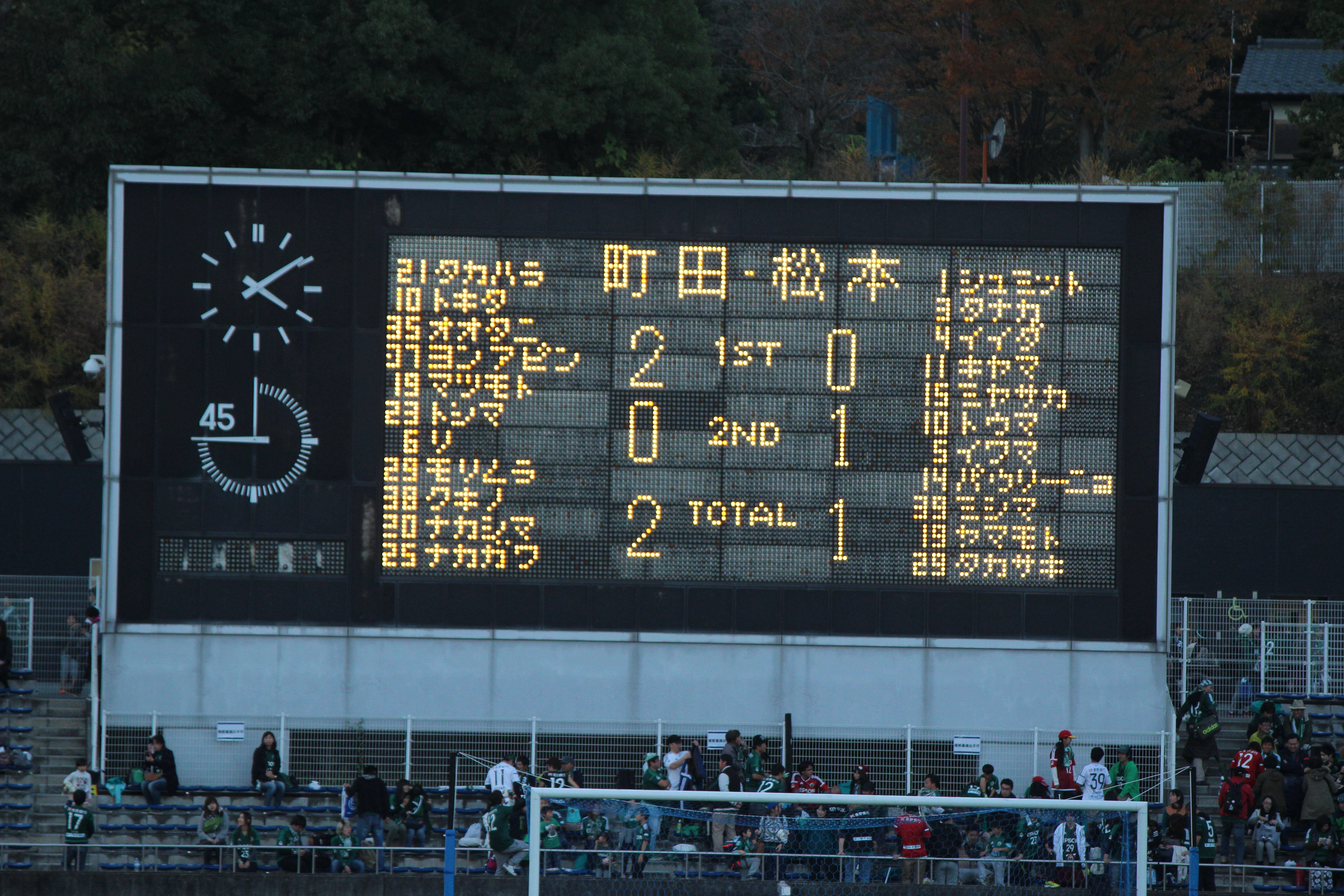
電光顯示板（2017年前使用）